# ゾルゲ事件
ゾルゲ事件（ゾルゲじけん）は、ドイツ人ジャーナリストとして来日赴任したリヒャルト・ゾルゲが率いるソ連のスパイ組織が太平洋戦争直前の日本国内で諜報活動および謀略活動を行ったとして摘発された事件である。1941年9月から1942年4月にかけその構成員が逮捕された事件。日本人協力者には、近衛内閣のブレーンとして日中戦争を推進した元朝日新聞記者の尾崎秀実や、有罪となり廃嫡となった華族の西園寺公一らもいた。

## 経緯

### 捜査

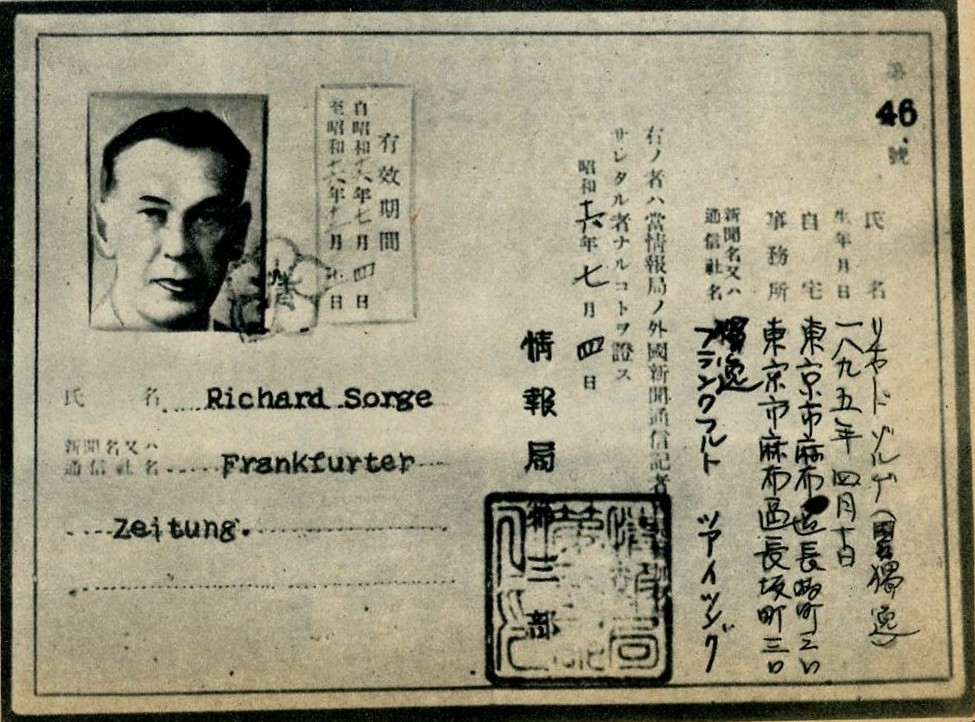
ゾルゲの外国通信員身分証明票

特高警察は1930年代より、日本での共産党関係者の検挙者の情報や、アメリカ連邦捜査局（FBI）の資料などからアメリカ共産党の日本人党員の情報を収集し、アメリカ共産党党員である宮城与徳やその周辺に内偵をかけていた。宮城や、同じアメリカ共産党員で1939年に帰国した北林トモなどがその対象であった。これらの共産党関係者に内偵を続けスパイ網が発覚し、本格的な捜査摘発につながったとされている。
また、無線電波が都内からソ連方面に送られていることを察知していた日本の特高警察は、スパイの内偵を進めていた。なお、満州国の憲兵隊からソ連が押収してロシア国内で保管されていた内務省警保局の「特高捜査員褒賞上申書」には、ゾルゲ事件の捜査開始は「1940年6月27日」であったと記されている。1941年4月にはソビエト連邦と大日本帝国との間で日ソ中立条約の締結が成功したが、ドイツはそれでもソ連に進攻し独ソ戦が勃発した。

### 逮捕
その後、大東亜戦争(太平洋戦争)開戦直前の1941年9月27日の北林の逮捕を皮切りに、特別高等警察に事件関係者が順次拘束・逮捕された。10月10日には、ゾルゲの自宅には日本語教師という名目で、また、大阪朝日新聞の元社員で近衛内閣嘱託の尾崎秀実の自宅には娘の絵の教師として出入りし、両者の連絡役をおこなっていた宮城が麻布区龍土町の下宿先で逮捕され、築地警察署に連行される。この際に行われた家宅捜査で数多くの証拠品が見つかり、事件の重要性が認識された。
さらに、宮城宅を視察することによって10月13日には九津見房子、秋山幸治が逮捕された。宮城は特別高等警察の取り調べ中に2階の取調室の窓から飛び降りて自殺を図ったが、聖路加病院に搬送されて手当を受け、逮捕3日目に取り調べは再開された。以後は陳述を始め、この陳述から尾崎や、ドイツの「フランクフルター・ツァイトゥング」紙の寄稿記者をカバー（偽装した身分）として、東京府に在住していたゾルゲなどがスパイであることが判明した。
このとき、在日ロシア人のアレクサンドル・モギレフスキー（ヴァイオリニスト）、同じくレオ・シロタ（ピアニスト）、その娘ベアテ・シロタ・ゴードン（のちの日本国憲法の起草者の一人）、クラウス・プリングスハイム（指揮者）の次男クラウス・フーベルト・プリングスハイム、関屋敏子（声楽家）などの音楽関係者もスパイ容疑をかけられた。
捜査対象に外国人がいることが判明した時点で、警視庁特高部では、特高第1課に加え外事課が捜査に投入された。尾崎とゾルゲらの外国人容疑者を同時に検挙しなければ、外国人容疑者の国外逃亡や大使館への避難、あるいは自殺などによる逃亡、証拠隠滅が予想されるため、警視庁は一斉検挙の承認を検事に求めた。しかし、大審院検事局が日独の外交関係を考慮し、まず、総理退陣が間近な近衛文麿と近い尾崎と同じく近衛内閣嘱託であった西園寺公一の検挙により確信を得てから外国人容疑者を検挙すべきである、と警視庁の主張を認めなかった。
このため、10月14日に尾崎の検挙が先行して行われ、東条英機陸相が首相に就任した同10月18日、ゾルゲら外国人メンバーが一斉に逮捕された。10月18日に外事課は検挙班を分けてゾルゲ、マックス・クラウゼン、ブランコ・ド・ヴーケリッチの3外国人容疑者を同時に検挙した。この際、クラウゼン宅からは証拠として無線機が発見されている。翌1942年（昭和17年）には、尾崎の同僚であった朝日新聞東京本社政治経済部長田中慎次郎（3月15日）、同部員磯野清（4月28日）が検挙された。

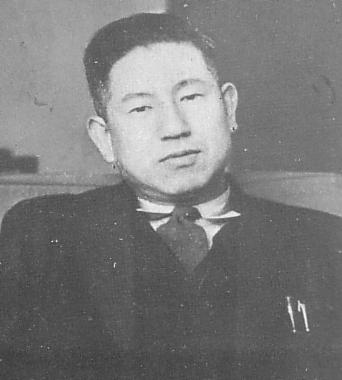
尾崎秀実
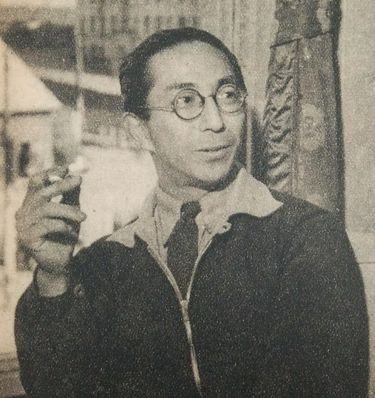
西園寺公一
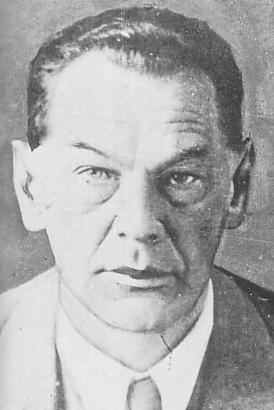
リヒャルト・ゾルゲ
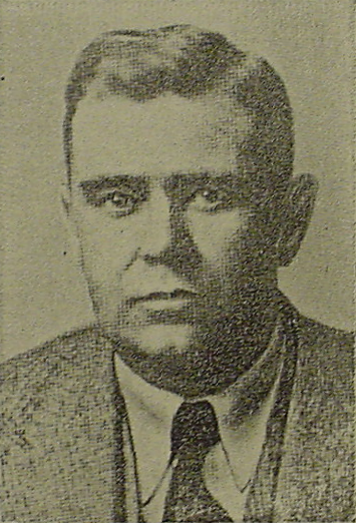
マックス・クラウゼン
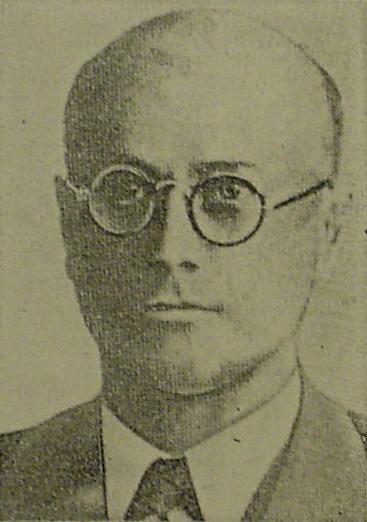
ブランコ・ド・ヴーケリッチ

### 逮捕後
グループの逮捕後、尾崎の友人で衆議院議員かつ汪兆銘・南京国民政府の顧問も務める犬養健、ゾルゲの記者仲間でヴーケリッチのアヴァス通信社の同僚であったフランス人特派員のロベール・ギランなど、数百人の関係者も参考人として取調べを受けた。なお当然ながら近衛の関与も疑われたが、その後の辞職と英米開戦で不問となった。
なお、ゾルゲが当時の同盟国であるドイツ人であり、しかもオイゲン・オット大使や大使館付警察武官兼国家保安本部将校のヨーゼフ・マイジンガーと親しいことや、前年にイギリスのスパイの疑惑で逮捕されたイギリスのロイター通信社の特派員のM・J・コックスが、特高による取調べ中に飛び降り自殺したこと（コックス事件）もあり、特に外国人に対する取調べは慎重に行われたという。

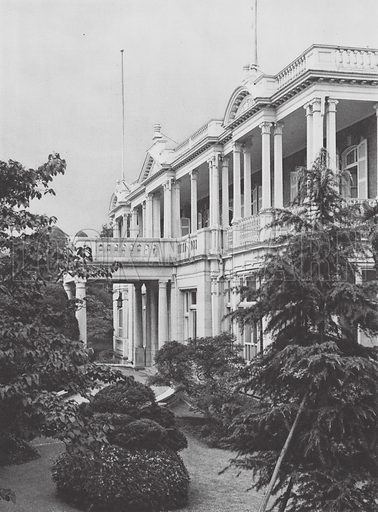
ドイツ国大使館

ゾルゲの逮捕を受けてマイジンガーは、ベルリンの国家保安本部に対して「日本当局によるゾルゲに対する嫌疑は、全く信用するに値しない」と報告している。さらにゾルゲの個人的な友人であり、ゾルゲにドイツ大使館付の私設情報官という地位まで与えていたオット大使や、国家社会主義ドイツ労働者党東京支部、在日ドイツ人特派員一同もゾルゲの逮捕容疑が不当なものであると抗議する声明文を出した。
またオット大使やマイジンガーは、ゾルゲが逮捕された直後から、「友邦国民に対する不当逮捕」だとして様々な外交ルートを使ってゾルゲを釈放するよう日本政府に対して強く求めていた。しかし友邦ドイツの大使館付の私設情報官という、万が一の時には外交的にも大問題となる場合に対し万全を尽くした警察の調べにより、逮捕後間もなくゾルゲは全面的にソ連のスパイとしての罪を認めた。しかし、間もなく特別面会を許されたオットは、ゾルゲ本人からスパイであることを聞かされる。
これを受けてオット大使は、ヨアヒム・フォン・リッベントロップ外務大臣に辞表を提出したが拒否された。さらにその後1941年12月に日本がイギリスやアメリカなどの連合国と開戦し、ドイツもアメリカとの間に開戦したこともあり、帰国ルートが閉ざされたことから（ドイツはすでにソ連との間で開戦していたため、シベリア鉄道経由の帰国も不可能であった）繁忙の中で大使職に留まり続けた。オット自身からリッベントロップにゾルゲ逮捕についての報告はなかったとみられ、ドイツ外務省には満洲国の新京駐在総領事が1942年3月に送った通信で、ゾルゲ事件の詳細がもたらされたと推測されている。これを受けてリッベントロップはオットに、ゾルゲに漏洩した情報の内容や経緯、ゾルゲが身分をカモフラージュしてナチス党員やドイツの新聞特派員になりおおせた事情の説明を求めた。これに対してオットは「ゾルゲのナチス入党の経緯や大使館が新聞社に推薦をしたかどうかはわからず、ゾルゲには機密情報と接触させなかった」と弁解した。さらに、事件が日独関係に支障をもたらしていないと述べた上で、自らの解任もしくは休職を要請した。
ようやく1942年11月になりフォン・リッベントロップ外務大臣より駐日大使を解任された。後任は駐南京国民政府大使のハインリヒ・ゲオルク・スターマーとなった。解任通知には「外務省に召還」とする一方で、ドイツへの安全な帰還が確保できないとして、私人として一切の政治的活動を控えながら当面日本にとどまるよう指示されていた。その後南京国民政府の北京へと家族とともに向かい、そこで終戦までの間を暮らした。
なおマイジンガーは、その後も本国政府から罪を問われることはなく、1945年5月のドイツの敗戦まで大使館付警察武官兼国家保安本部将校として勤務し、その後の同8月の日本の敗戦に至るまでは日本当局により河口湖のホテルに軟禁されていた。しかし、終戦直後にアメリカ軍に逮捕され、その後ワルシャワ駐在時代に起こした虐殺事件の首謀者として死刑に処されている。

### 裁判
ゾルゲらは1942年に国防保安法、軍機保護法、軍用資源秘密保護法、治安維持法違反などにより起訴された。1審は1943年9月から翌44年3月にかけて東京刑事地方裁判所第九部で行われ（裁判長判事 - 高田正、判事 - 樋口勝・満田文彦）、以下の判決が下された。
ゾルゲ・尾崎ら被告の大部分は大審院へ上告したが、全て棄却され刑が確定した。
- リヒャルト・ゾルゲ　死刑（1944年11月7日執行）
- ブランコ・ド・ヴーケリッチ　無期懲役（1945年1月13日獄死）
- マックス・クラウゼン　無期禁錮（1945年10月9日釈放）
- アンナ・クラウゼン　懲役3年（1945年10月7日釈放）
- 尾崎秀実　死刑（1944年11月7日執行）
- 宮城与徳　未決勾留中、1943年8月2日獄死
- 小代好信　懲役15年（1945年10月8日釈放）
- 田口右源太　懲役13年（1945年10月6日釈放）
- 水野成　懲役13年（1945年3月22日獄死）
- 山名正実　懲役12年（1945年10月7日釈放）
- 船越寿雄　懲役10年（1945年2月27日獄死）
- 川合貞吉　懲役10年（1945年10月10日釈放）
- 河村好雄　未決勾留中、1942年12月15日獄死
- 九津見房子　懲役8年（1945年10月8日釈放）
- 秋山幸治　懲役7年（1945年10月10日釈放）
- 北林トモ　懲役5年（1945年1月服役中危篤となり、仮釈放2日後の2月9日病死）
- 菊池八郎　懲役2年（釈放日不明）
- 安田徳太郎　懲役2年（執行猶予5年）
- 西園寺公一　懲役1年6月（執行猶予2年）
- 犬養健　無罪

### 近衛総理の関与

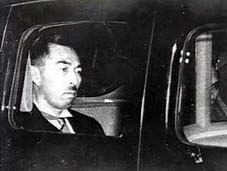
近衛首相（1941年10月）

尾崎と特別の関係にあった陸軍軍務局関係者は尾崎の検挙に反対であり、特に新聞記者として駐日ドイツ大使オイゲン・オットの信頼を得ることに成功していたゾルゲとの関係において、陸軍は捜査打ち切りを要求したが、第3次近衛内閣の総辞職後に首相に就任した東条英機は、尾崎の取り調べによって彼と近衞との密接な関係が浮かび出てきたことを知り、この事件によって一挙に近衞を抹殺することを考え、逆に徹底的な調査を命じた。
しかしその時点は日英米開戦直後で、日本政治最上層部の責任者として重要な立場にあった近衞及びその周辺の人物をこの事件によって葬り去ることがいかに巨大な影響を国政に与えるかを考慮した検察当局は、その捜査の範囲を国防保安法の線のみに限定せざるを得ず、彼等の謀略活動をできる限り回避すべく苦心したという。
1942年（昭和17年）11月18日、近衞は予審判事・中村光三から僅かな形式的訊問を受け、「記憶しません」を連発し尾崎との親密な関係を隠蔽したが、元アメリカ共産党員の宮城与徳は検事訊問（1942年3月17日）に対して、「近衛首相は防共連盟の顧問であるから反ソ的な人だと思って居たところ、支那問題解決の為寧ろソ連と手を握ってもよいと考える程ソ連的であることが判りました」と証言した。国家総動員法や大政翼賛会による立憲自由主義議会制デモクラシー破壊に猛反対した鳩山一郎は、これより前に日記（昭和十五年十一月一日の条）に、「近衛時代に於ける政府の施設凡てコミンテルンのテーゼに基く。寔に怖るべし。一身を犠牲にして御奉公すべき時期の近づくを痛感す」と書いていた。

### 処刑
ゾルゲは特別高等警察の取り調べで自分がソ連のスパイであることを自供したが、ソ連本国はゾルゲを見捨ててそれを無視した。このときに陸軍次官であった富永恭次は、ゾルゲと日本人捕虜の交換を何度もソ連大使館に要求しているが、ソ連側はその都度「リヒャルト・ゾルゲという人物は知らない」と回答し、富永の申し出を拒否した。ゾルゲは、1942年に国防保安法、治安維持法違反などで死刑の判決を受け、11月7日のロシア革命記念日に巣鴨拘置所にて死刑が執行された。
刑が確定したゾルゲらは巣鴨拘置所に拘留された。その後刑が執行されないまま同拘置所に拘留され続けたが、1944年11月7日のロシア革命記念日に、ゾルゲと尾崎の死刑が執行された。
死刑執行直前のゾルゲの最後の言葉は、日本語で「これは私の最後の言葉です。ソビエト赤軍、国際共産主義万歳」であったと言われている。翌1945年1月にはヴーケリッチも北海道の網走刑務所で獄死したが、マックス・クラウゼンは戦後夫婦ともども連合国軍によって釈放され、生きて故郷の東ドイツに戻ることができた。

### その後

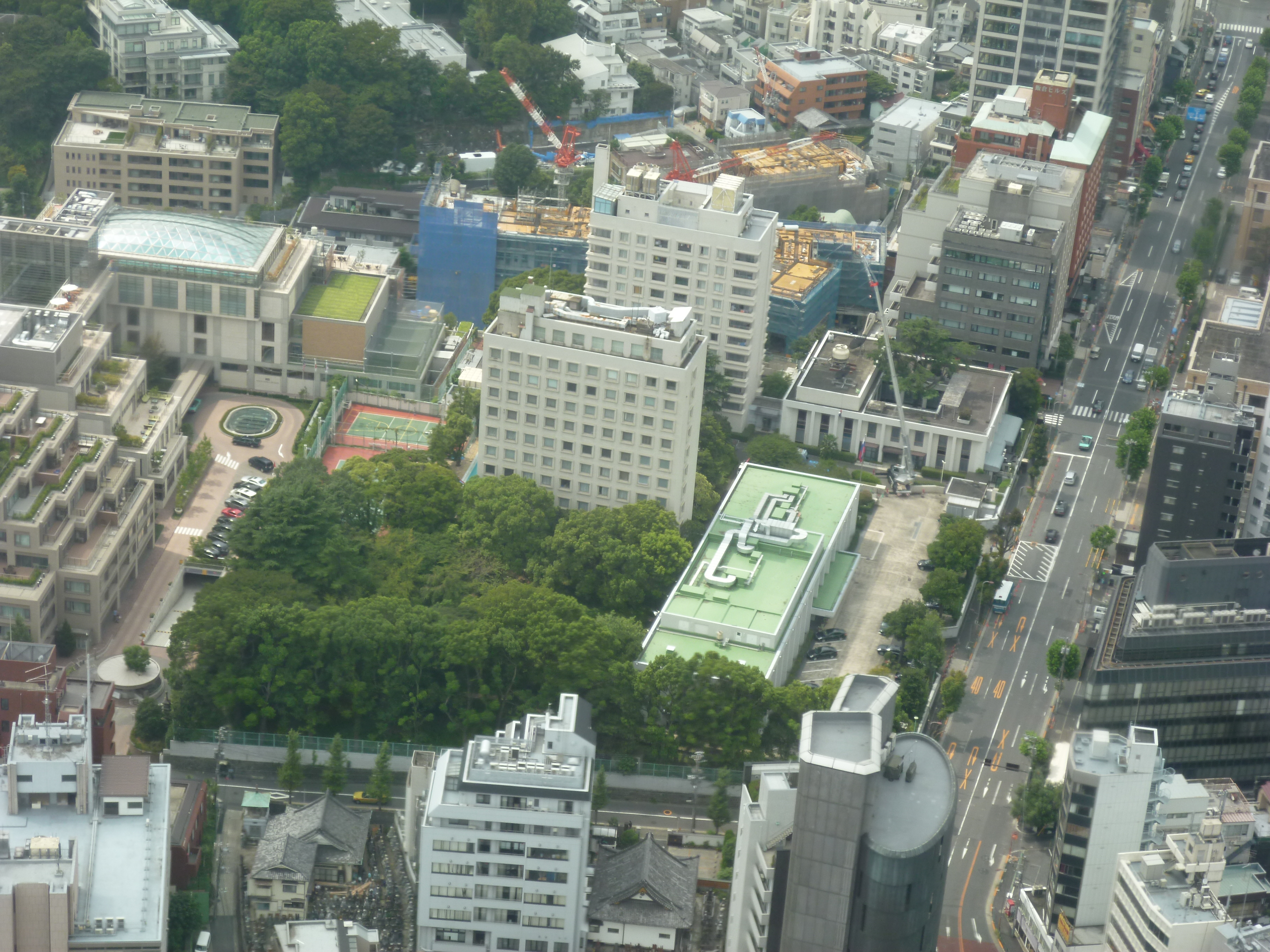
ロシア大使館

ゾルゲ事件に関してヨシフ・スターリンは同じ内容の情報を既に暗号解読ができていた在ドイツ日本大使館の通信傍受解析から知っており重要視はしなかったが、ニキータ・フルシチョフ時代が終焉した1964年11月5日になってソ連政府から名誉回復が行われ、「ソ連邦英雄」となっている。ソ連崩壊後もロシア駐日大使が東京都郊外の多磨霊園にあるゾルゲの墓に墓参するのが慣行となっている。これはゾルゲの功績をソ連、ロシア政府が高く評価していることをマスコミや広く日本人にアピールしている態度と受け止めるのが妥当と思われる。
2022年1月26日、ロシアのセルゲイ・ラブロフ外相はゾルゲの遺骨をサハリン州南部やクリール諸島南部に改葬する構想を表明し日本側と協議していると発表した。しかし、日本側の松野博一官房長官は翌日の記者会見でこのような提案は受けていないとした。
ロシア連邦大統領であるウラジーミル・プーチンはこの事件を描いた日仏合作映画「スパイ・ゾルゲ/真珠湾前夜」を少年時代に見てKGBのスパイを志したともされる。
宮城には1965年1月19日、当時のソ連政府から大祖国戦争第二等勲章が授与される事が決定した（尾崎も同様に叙勲されている）が、宮城は1943年に獄死し遺族の消息も不明であったため、2010年1月にようやく姪の所在が確認されロシアから伝達された。

## 資料
ゾルゲ事件の取り調べを行った大橋秀雄（元警視庁警部補）が保管していた調書、ノート、ゾルゲから大橋への書簡ほか数千点の資料が遺族から沖縄国際大学へ寄贈され、保管・公開される予定である。

## 研究書・回想
※ゾルゲの著書はリヒャルト・ゾルゲ#著書・回想を参照。
- チャールズ・ウィロビー『赤色スパイ団の全貌 : ゾルゲ事件』 福田太郎訳、東西南北社、1953年
- 大橋秀雄・松橋忠光『ゾルゲとの約束を果たす』オリジン出版センター、1988年1月
- 尾崎秀樹『生きているユダ』 角川文庫（新版）、2003年。ISBN 4041390028
- 尾崎秀樹『越境者たち ゾルゲ事件の人々』文藝春秋、1977年
- 片島紀男『ゾルゲ事件・ヴケリッチの妻・淑子―愛は国境を越えて』 同時代社、2006年。ISBN 4886835945
- 加藤哲郎『ゾルゲ事件 覆された神話』平凡社新書、2014年。ISBN 978-4582857252
- ロベール・ギラン『ゾルゲの時代』三保元訳、中央公論社、1980年
- マリヤ・コレスニコワ、ミハエル・コレスニコワ『リヒアルト・ゾルゲ　悲劇の諜報員』中山一郎訳、朝日新聞社、1973年6月。NDLJP:12224802。資料訳も収録
- 齋藤充功『昭和史発掘　幻の特務機関「ヤマ」』 新潮新書、2003年、ISBN 4106100266
「ヤマ」- ゾルゲの無線通信の解読を試みていた陸軍省軍事資料部の無線傍受機関
- 斎藤恵子『九津見房子、声だけを残し』みすず書房、2020年。ISBN 978-4-622-08925-4
- 下斗米伸夫・NHK取材班 『国際スパイ ゾルゲの真実』
1991年10月放送のドキュメント番組（前・後編）を資料増補し書籍化
角川書店、1992年／角川文庫、1995年。ISBN 4041954010
- チャルマーズ・ジョンソン『尾崎・ゾルゲ事件 : その政治学的研究』荻原実訳、弘文堂、1966年3月。NDLJP:2992218。
  - 『ゾルゲ事件とは何か』篠崎務訳（加藤哲郎解説）、岩波現代文庫、2013年9月。ISBN 4006032633。増訂版（1990年刊）を新訳
- 白井久也・小林俊一 編『ゾルゲはなぜ死刑にされたのか 「国際スパイ事件」の深層』社会評論社、2000年。ISBN 4784505520
- 白井久也 編『国際スパイ ゾルゲの世界戦争と革命』社会評論社、2003年。ISBN 4784505555
- 白井久也『ゾルゲ事件の謎を解く　国際諜報団の内幕』社会評論社、2008年。ISBN 4784505822
  - 旧版『未完のゾルゲ事件』恒文社、1994年
- F.W.ディーキン／G.R.ストーリィ『ゾルゲ追跡　リヒアルト・ゾルゲの時代と生涯』
河合秀和訳、筑摩書房、1967年／筑摩叢書、1980年。ISBN 4480012680
新編・岩波現代文庫（上・下）、2003年。ISBN 4006030738・ISBN 4006030746
- 名越健郎『ゾルゲ事件 80年目の真実』文春新書、2024年。ISBN 4166614770
- ジョセフ・ニューマン[26]『グッバイ・ジャパン - 50年目の真実』篠原成子ほか訳、朝日新聞社、1993年
- 平澤是曠『汚名 ゾルゲ事件と北海道人』北海道新聞社<道新選書>、1987年
- オーウェン・マシューズ『ゾルゲ伝　スターリンのマスター・エージェント』
加藤哲郎・鈴木規夫 訳、「新資料が語るゾルゲ事件2」みすず書房、2023年。ISBN 4622095483
- 松橋忠光・大橋秀雄『ゾルゲとの約束を果たす - 真相ゾルゲ事件』オリジン出版センター、1988年
- ユリウス・マーダー『ゾルゲ事件の真相　スパイ戦史シリーズ12』植田敏郎訳、朝日ソノラマ文庫、1986年
  - 旧版は共著『ゾルゲ諜報秘録』朝日新聞社、1967年
- 宮下弘『特高の回想 - ある時代の証言』田畑書店、1978年
- 安田一郎『ゾルゲを助けた医者―安田徳太郎と<悪人>たち』（安田宏 編）青土社、2020年。ISBN 4791772571
- 山崎洋 編『ブランコ・ヴケリッチ 日本からの手紙―ポリティカ紙掲載記事（一九三三~一九四〇）』 未知谷、2007年。ISBN 4896422066
- 山村八郎（中村絹次郎）『ソ連はすべてを知つていた』 紅林社、1949年。事件時の特高課長
- ロバート・ワイマント『ゾルゲ―引裂かれたスパイ』 西木正明訳、新潮社、1996年／新潮文庫（上・下）、2003年。ISBN 4102003118・ISBN 4102003126
- 渡部富哉『偽りの烙印―伊藤律・スパイ説の崩壊』 五月書房、1993年、新装版1998年

### 資料文献
- 尾崎秀実『ゾルゲ事件 上申書』 岩波書店〈岩波現代文庫〉、2003年。ISBN 4006030754
- 山崎淑子 編『ブランコ・ヴケリッチ 獄中からの手紙』[27]未知谷、2005年。ISBN 4896421205
- みすず書房編集部 編『現代史資料 ゾルゲ事件』（全4巻）、みすず書房、1962- 1971年、普及版2022年
- アンドレイ・フェシュン編『ゾルゲ・ファイル1941－1945　赤軍情報本部機密文書』
名越健郎・名越陽子 訳、「新資料が語るゾルゲ事件1」みすず書房、2022年。ISBN 978-4622095149
- 白井久也 編『【米国公文書】ゾルゲ事件資料集』社会評論社、2007年。ISBN 978-4784505609
- 加藤哲郎（編・解説）『ゾルゲ事件史料集成――太田耐造関係文書』（全10巻）不二出版、2019-2020年

## 関連作品

### 歴史小説
- 太田尚樹『赤い諜報員 ゾルゲ、尾崎秀実、そしてスメドレー』講談社、2007年。ドキュメント・ノベル
- 太田尚樹『尾崎秀実とゾルゲ事件　近衛文麿の影で暗躍した男』吉川弘文館、2016年
- モルガン・スポルテス 『ゾルゲ　破滅のフーガ』 吉田恒雄訳、岩波書店、2005年。ISBN 4000237101
- 伴野朗『ゾルゲの遺言』 角川文庫、1992年

### 戯曲
- 『オットーと呼ばれる日本人―他一篇　木下順二戯曲選Ⅲ』 岩波文庫、1982年。
  - 表題作は木下がこの事件を題材として書き下ろした戯曲で、度々舞台化

### 映画
- 『わが青春に悔なし』（1946年、東宝／監督：黒澤明／出演：原節子、大河内傳次郎、藤田進）
  - 架空の物語だが、滝川事件とゾルゲ事件をモデルとしている。
- 『愛は降る星のかなたに』（1956年、日活／監督：斎藤武市／出演：森雅之、山根寿子、浅丘ルリ子）
- 『スパイ・ゾルゲ/真珠湾前夜』（1961年、フランス&日本合作／監督：イブ・シャンピ／出演：トーマス・ホルツマン、岸惠子）
- 『スパイ・ゾルゲ』（2003年、日本／監督：篠田正浩／出演：イアン・グレン、本木雅弘）

### テレビドラマ
- 『スパイを愛した女たち リヒャルト・ゾルゲ（ロシア語版）』（ロシア国営テレビ [ロシア1]、2019年／ 出演：アレクサンドル・ドモガロフ（英語版）、中丸シオン[28][29]）

### 漫画
- 手塚治虫『アドルフに告ぐ』文藝春秋、1985年（第4巻 第21章～第25章 収録）。のち「手塚治虫漫画全集」講談社